# Алфесибея
Алфесибея (др.-греч. Ἀλφεσίβοια) — имя ряда персонажей греческой мифологии:
- нимфа, возлюбленная бога виноделия Диониса, упомянутая у Псевдо-Плутарха[1];
- по версии Гесиода, жена Феникса, мать Адониса[2];
- дочь царя Псофиды Фегея, жена аргосского героя Алкмеона[3];
- дочь фессалийского героя Бианта и Перо, жена царя Иолка Пелия[4][5];
- жена Телестора[6].